# Verdon (Marna)
Verdon è un comune francese di 181 abitanti situato nel dipartimento della Marna nella regione del Grand Est.

## Società

### Evoluzione demografica
Abitanti censiti